# Seymour Cray
Seymour R. Cray, (Chippewa Falls, Wisconsin, 28 de setembre de 1925 - Colorado Springs, Colorado, 5 d'octubre de 1996) va ser un matemàtic i electrònic que va treballar durant els anys 50 a ERA (després Remington Rand i Sperry Rand) i va ser un dels dissenyadors de UNIVAC Arxivat 2015-10-28 a Wayback Machine. 1103.
A partir de 1962, juntament amb William Norris van crear un laboratori Control Data Corporation amb l'objectiu de construir l'ordinador més potent de l'època, tasca que encara avui persegueixen. El CDC 6600 (construït el 1963) va superar àmpliament la màquina més potent d'IBM, i el CDC 7600 va mantenir la línia.

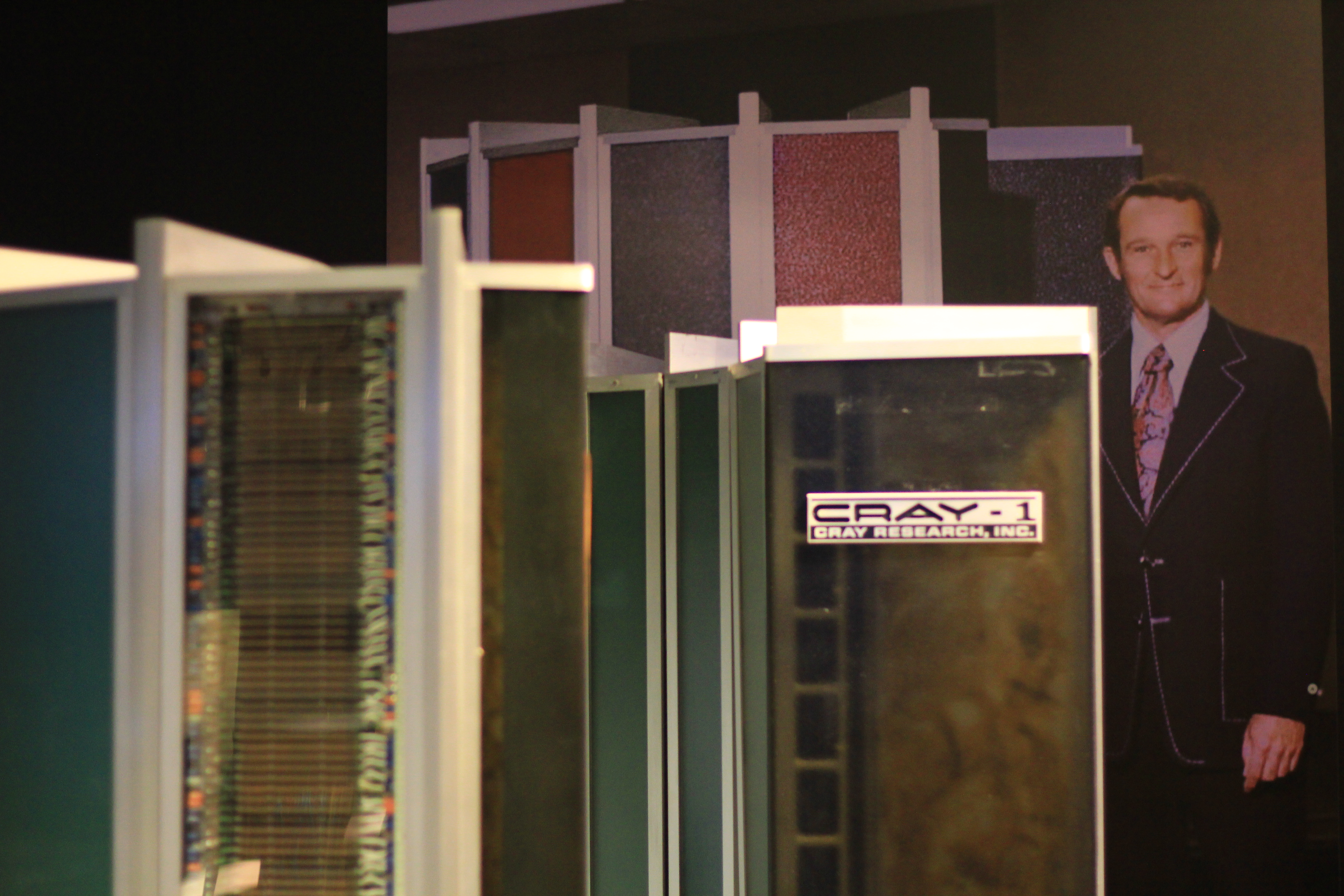
Seymour Cray

El 1972 va fundar Cray Research, especialitzant-se només en la construcció (quasi artesanal) de superordinadors per encàrrec, i es va consagrar amb la construcció del Cray-1, innovant tant amb l'arquitectura (utilitzava per primer cop un processador vectorial) i destacant amb la potència de càlcul.
El 1985 va construir Cray-2, format per 240.000 xips i 12 vegades més potent que el seu predecessor. L'empresa es reafirmava com a líder del mercat de supercomputació (amb una quota del 70%).
El 1988 inicia el desenvolupament del Cray-3, projecte que no arribarà a finalitzar-se a causa dels problemes derivats del material semiconductor utilitzat (GaAs) i que anuncia la crisi de la seva empresa, que paga un preu molt alt per la seva tendència revolucionària davant d'un mercat cada com més competitiu. Finalment, l'any 1995 fa suspensió de pagaments i Cray Research és comprada per Silicon Graphics.
Va morir als 71 anys, en un accident automobilístic, encara actiu en el món dels negocis i de la investigació.

## Primers anys
Cray va néixer el 1925 a Chippewa Falls, Wisconsin, fill de Seymour R. i a Lillian Cray. El seu pare fou un enginyer civil que va promoure l'interès de Cray per a la ciència i l'enginyeria. Ja als deu anys, va poder construir un dispositiu a partir de components d'Erector Set, que convertia fragments de cinta de paper perforada en senyals de codi Morse. El jove Cray va convertir el soterrani de casa seva en el seu "laboratori".
Cray es va graduar de l'institut Chippewa Falls High School al 1943, abans de ser reclutat com a operador de ràdio per a la Segona Guerra Mundial. Va a estar un temps a Europa i després es va traslladar al Teatre d'operacions del Pacífic, on va col·laborar per trencar els codis navals japonesos. En tornar als Estats Units, va rebre una B.Sc. en Enginyeria Elèctrica a la Universitat de Minnesota, on es va graduar el 1949, seguit d'un M.Sc. en matemàtica aplicada el 1951.

## Vida Professional

### Associacions d'Investigació en Enginyeria
El 1951, Cray es va unir a Engineering Research Associates (ERA) a Saint Paul (Minesota). L'ERA s'havia format a partir d'un antic laboratori de la Marina dels Estats Units que havia creat màquines de codificació. L'ERA es va introduir a la tecnologia informàtica durant aquest període, però en altres ocasions també havia treballat en una àmplia varietat d'enginyeria bàsica.
Cray ràpidament va arribar a ser considerat com un expert en tecnologia informàtica digital, especialment després del seu treball de disseny a l'ERA 1103, la primera computadora científica amb èxit comercial. El seu treball amb supercomputadors va guanyar el sobrenom de "The Wizard of Chippewa Falls". Va romandre a ERA quan va ser comprat per Remington Rand i Sperry Corporation al recentment format Sperry-Rand, a principis dels anys cinquanta, on ERA es va convertir en el braç de "informàtica científica" de la seva divisió UNIVAC

### Control Data Corporation
Cray, juntament amb William Norris al 1957 van fundar una nova empresa, Control Data Corporation.
Al 1960 ja havian completat el disseny del CDC 1604, una millor versió del ERA 1103 i de baix cost que tenia un rendiment impressionant pel seu rang de preu. Tot i que el CDC 1604 estava començant a enviar-se als clients al 1960, Cray ja havia passat a dissenyar altres ordinadors. Va treballar per primera vegada en el disseny d'una versió actualitzada (la sèrie CDC 3000, però la gestió de l'empresa volia que aquestes màquines s'orientessin a processament de dades comercials per a clients mitjans. Cray no va gaudir de treballar en el desenvolupament de màquines 'mundanes', que eren limitades al disseny per a la construcció de baix cost, de manera se'n podrien vendre mes dispositius. El seu desig era "produir l'ordinador més ràpid del món". Així que després d'alguns treballs de disseny bàsic a la sèrie CDC 3000, va donar la volta als altres i va començar a treballar al CDC 6600. (Encara que diverses funcions úniques del 6600 comencen a aparèixer a la sèrie 3000).
Tot i que, en termes de hardware, el 6600 no estava al capdavant, Cray va invertir un esforç considerable en el disseny del computador per intentar accelerar l'execució el major possible. A diferència de la majoria de projectes d'alta gama, Cray es va adonar que es podia obtenir un rendiment més gran al que es podia obtenir amb un sol processador, que l'amplada de banda I/O també havia de ser maximitzat per evitar que el processador sempre estigues servit amb dades per processar. Més tard va assenyalar que "Qualsevol pot construir una CPU ràpida. El truc és construir un sistema ràpid."
El 6600 va ser el primer supercomputador comercial, superant a tot aquell que estava disponible per un ampli marge. Encara que era car, per a aquells que necessitaven l'ordinador més ràpid, no hi havia res del mercat que pogués competir. Quan altres empreses (a saber, IBM) va intentar crear màquines amb un rendiment similar, es van enfrontar (Stretch/IBM 7030). De fet, el 6600 va resoldre un problema de disseny crític: "imprecise interrupts" - que era en gran manera responsable del fracàs d'IBM. Ho va fer substituint les interrupcions d'E/S amb una sol·licitud enquestada emesa per un dels 10 anomenats processadors perifèrics, que eren mini-ordinadors incorporats que feien totes les transferències dins i fora de la memòria central del 6600. Més endavant va augmentar el repte en el següent supercomputador 5 cops mes ràpid, el CDC 7600.
El 1963, en un article de "Business Week", que anunciava el CDC 6600, Seymour Cray va expressar clarament una idea que sovint es va atribuir erròniament a Herb Grosch com l'anomenada Llei de Grosch:
 Els ordinadors han d'obeir una llei quadrada: quan el preu es dobla, hauríeu d'obtenir almenys quatre vegades més velocitat. 

#### CDC's Chippewa Falls laboratory
Durant aquest període, Cray s'havia tornat cada vegada més molest pel que va veure com una interferència de la gestió de CDC. Cray sempre va exigir un entorn de treball discret amb un mínim de càrrecs directius, però a mesura que creixia la companyia, es va trobar constantment interrompuda per managers intermedis que—d'acord amb Cray—van fer poc, a part d'utilitzar-lo com una eina per vendre més .
Cray va decidir que, per continuar desenvolupant, hauria de anar-se’n de St. Paul, prou com per fer una "visita ràpida" i que els càrrecs telefònics de llarga distància fossin suficient costosos per dissuadir la majoria de les trucades, encara que suficient a prop perquè es pogués assistir a visites reals o reunions de la junta sense massa dificultats. Després d'un cert debat, Norris el va recolzar i va instal·lar un nou laboratori sobre propietat de Cray a la seva ciutat natal de Chippewa Falls. Alguns dels motius del moviment també poden tenir a veure amb les preocupacions de Cray sobre una guerra nuclear, la qual va esdevenir una important preocupació per a la seguretat de Minneapolis. La seva casa, construïda a pocs centenars de metres del nou laboratori de CDC, incloïa un enorme refugi per bombes.
El nou Chippewa Lab es va instal·lar al mig del projecte 6600, tot i que no va retardar el projecte. Després del 6600 fos llençat, el successor del sistema CDC 7600 va ser el següent producte que es va desenvolupar a Chippewa Falls, amb una velocitat màxima computacional de deu vegades el 6600. L'evolució fallida del 7600, el CDC 8600, va ser el projecte que finalment va acabar la seva carrera d'èxits a CDC el 1972.
Tot i que el 6600 i el 7600 havien estat grans èxits al final, ambdós projectes quasi porten a la fallida a l'empresa durant el seu disseny. El 8600 es trobava en dificultats similars i finalment Cray va decidir que l'única solució era començar de nou. Aquesta vegada, Norris no estava disposat a arriscar-se, i un altre projecte dins de l'empresa, el CDC STAR-100 semblava avançar més fàcilment. Norris va dir que estava disposat a mantenir viu el projecte en un nivell baix fins que es va lliurar el STAR, moment en què es podia posar fons total al 8600. Va ser llavors quan Cray va deixar la companyia, a causa de les condicions que li oferien.

### Cray Research
La divisió va ser bastant amigable, i quan va començar Cray Research en un nou laboratori a la mateixa propietat de Chippewa un any després, Norris va invertir 300.000 dòlars. Igual que l'organització de CDC, Cray R & D es va fundar a Chippewa Falls i la seu comercial estava a Minneapolis. A diferència de CDC, la fabricació de Cray també estava a Chippewa Falls.
Al principi hi havia dubtes sobre què hauria de fer exactament la nova empresa. No semblava que hi hagués cap manera de permetre's desenvolupar una nova computadora, ja que el CDC ara no havia pogut suportar més d'un. Quan el president encarregat del finançament va viatjar a Wall Street per buscar càpita, es va sorprendre al descobrir que la reputació de Cray era molt coneguda. Lluny de lluitar per tenir algun paper en el mercat, el món financer estava més que disposat a proporcionar a Cray tots els diners que necessités per desenvolupar una nova màquina.
Després de diversos anys de desenvolupament, el seu primer producte va ser llançat al 1976 com el Cray-1. Quan es va llançar, va guanyar fàcilment gairebé totes les màquines en termes de velocitat, inclòs el STAR-100 que havia superat el 8600 per al finançament. L'única màquina capaç de realitzar-se amb el mateix tipus de nivell era la ILLIAC IV, una màquina que rarament funcionava prop del seu màxim rendiment, excepte en tasques molt específiques. En general, el Cray-1 va superar qualsevol cosa al mercat per un ampli marge.
El número de sèrie 001 va ser "prestat" al Laboratori Nacional Los Alamos el 1976 i aquest estiu es va vendre el primer sistema complet al Centre Nacional d'Investigació Atmosfèrica per valor de 8,8 milions de dòlars. Les primeres estimacions de la companyia van suggerir que podrien vendre una dotzena d'aquestes màquines, basades en vendes de màquines similars de l'era CDC, de manera que el preu s'establia en conseqüència. Finalment, es van vendre més de 80 Cray-1, i la companyia va tenir un gran èxit econòmic.
Continuar amb aquest èxit no era tan fàcil. Mentre treballava en el Cray-2, altres equips van desenvolupar el dual-core Cray X-MP, que va ser un gran èxit i posteriorment el processador X-MP. Quan el Cray-2 va ser posat en llibertat després de sis anys de desenvolupament, va ser només marginalment més ràpid que el X-MP, en gran part a causa de la memòria principal molt ràpida i gran, i així es va vendre en quantitats molt més reduïdes. A més a més, el Cray-2 funcionava a 250 MHz amb una canonada molt profunda, cosa que fa que fos més difícil de codificar que la canonada més curta del X-MP.
A mesura que el projecte Cray-3 es va iniciar, es va trobar una vegada més "molestat" amb les tasques quotidianes i per concentrar-se en el disseny, Cray va deixar la posició de CEO de Cray Research el 1980 per convertir-se en un contractista independent. El 1988 va traslladar el projecte Cray 3 de Chippewa Falls a un laboratori a Colorado Springs.
En el 1989, es va repetir la història, i Cray es va haver d'enfrontar a una sèrie de dificultats amb el Cray-3. L'actualització del X-MP amb la memòria d'alta velocitat juntament amb el Cray-2 estaven en fase de desenvolupament, però l'actualització del X-MP semblava avançar més ràpidament, i una vegada més, la gestió s'enfrontava a dos projectes i uns pressupostos limitats. Finalment van decidir prendre la ruta més segura, alliberant el nou disseny com el Cray Y-MP.

### Cray Computer Corporation
Cray va decidir escapar del laboratori de Colorado Springs per formar Cray Computer Corporation. Aquesta nova entitat va prendre el projecte Cray-3 amb ells.
El Cray-3 de 500 MHz va resultar ser el segon fracàs important de Cray. Per tal d'aconseguir els deu augments en el rendiment que sempre exigia de les seves màquines més noves, Cray va decidir que la màquina s'hauria de construir amb semiconductors d'arseniuro de gal·li. En el passat, Cray sempre havia evitat utilitzar idees molt innovadores, preferint utilitzar solucions conegudes i dissenyar una màquina ràpida basada en elles. En aquest cas, Cray va començar a desenvolupar cada part de la màquina, fins i tot les fitxes dins d'ella.
Tanmateix, l'equip va aconseguir que la màquina funcionés i va lliurar el seu primer exemple a NCAR el 24 de maig de 1993.
La màquina encara era un prototip, i l'empresa estava utilitzant la instal·lació per depurar el disseny. En aquest moment, una sèrie de màquines massivament paral·leles es van introduir al mercat a preus / rendiment que el Cray-3 no podia ribalitzar. Cray va respondre a través de la "força bruta", començant el disseny del Cray-4 que funcionaria a 1 GHz i milloraria aquestes màquines, independentment del preu.
El 1995 no s'havien produït noves vendes del Cray-3, i el final de la Guerra Freda va fer que fos poc probable que algú comprés els Cray-4 suficients per oferir un retorn dels fons de desenvolupament. La companyia es va quedar sense diners i es va tancar per fallida el 24 de març de 1995.

### SRC Computers
Cray sempre havia resistit la solució massivament paral·lela defensant a la informàtica d'alta velocitat, oferint una varietat de motius de per que mai no funcionaria així com un processador molt ràpid. Va preguntar: "Si arrosseguis un camp, que preferiu utilitzar: dos bous forts o 1024 pollastres?" A mitjans de la dècada de 1990 aquest argument era cada vegada més difícil de justificar, i la tecnologia moderna va fer que el desenvolupament de programes en aquestes màquines no fos molt més difícil que les seves contraparts més senzilles.
Cray va crear una nova companyia, SRC Computers, i va començar el disseny de la seva pròpia màquina massivament paral·lela. El nou disseny es va centrar en el rendiment de les comunicacions i la memòria, el coll d'ampolla que va dificultar molts dissenys paral·lels. El disseny ja havia començat quan Cray va morir sobtadament com a resultat d'un accident de cotxe. SRC Computers es va desenvolupar i es va especialitzar en computació reconfigurable.

## Vida Personal
Cray va evitar la publicitat, i hi ha una sèrie de contes inusuals sobre la seva vida lluny del treball (anomenats "Rollwagenisms", des del llavors CEO de Cray Research, John A. Rollwagen). Va gaudir de l'esquí, el windsurf, el tennis i altres esports. Un altre passatemps favorit era excavar un túnel sota la seva casa; va atribuir el secret del seu èxit a "visites d'elfs" mentre treballava al túnel: "Mentre estic cavant al túnel, els elfs solen venir a mi amb solucions al meu problema."
Cray va morir el 5 d'octubre de 1996, dues setmanes després d'un accident de cotxe a la carretera, on va rodar diverses vegades.
El 1997, IEEE Computer Society va establir El Premi de la Enginyeria Informàtica Seymour Cray, que reconeix contribucions innovadores als sistemes informàtics d'alt rendiment que exemplifiquen l'esperit creatiu de Cray.

## Enfocament tècnic
Seymour Cray acostumava a esmentar dos aspectes molt importants per a la seva filosofia de disseny: extreure el calor, i assegurar que tots els senyals que han d'arribar a algun lloc al mateix temps arribin en efecte al mateix temps.
Els seus ordinadors estaven equipats amb sistemes integrats de refredament, com per exemple, refrigerants integrats i tèrmicament enllaçats amb les làmines metàl·liques de la placa. En una història que va explicar sobre ell mateix, es va donar compte que s'haurien d'entrellaçar els ordinadors amb els sistemes de refredament, de tal manera que cap ordinador no funcionaria si el sistema de refredament no funcionés. Mai es va plantejar aquest aspecte al revés, entrellaçant els ordinadors de tal manera que si algun deixés de funcionar (es quedés sense alimentació, per exemple), el sistema de refredament seguís funcionant. Un dels resultats podria ser que aquesta màquina acabés convertint-se en un cub de gel.
Cray va resoldre el segon aspecte (sobre el d'enviar una mateixa senyal a diferents dispositius en diferents temps) assegurant que cada camí de la senyal en posteriors ordinadors tindria la mateixa longitud elèctrica, assegurant així valors vàlids per a cada temps concret. Si era necessari, Cray dissenyaria les pistes de la placa fent camins redundants (anant endavant i endarrere), fins a aconseguir la longitud elèctrica desitjada. També va tenir en compte les equacions de Maxwell per al disseny del circuit, per a garantir que es tinguessin en compte les variacions de la velocitat de la senyal i conseqüentment la longitud del camí elèctric, degut a efectes de radiofreqüència.